# Sonia Romo Verdesoto
Sonia Romo Verdesoto de Agustín là một nhà thơ người Ecuador. Cô là thành viên nữ duy nhất của phong trào Tzantzismo ở Ecuador trong những năm 1960.
Cô là cựu lãnh sự người Ecuador ở Haiti.

## Công trinh
Ternura del aire (1963)
Cô đã được phỏng vấn bởi Susana Freire García cho cuốn sách Tzantzismo: tierno e insolente (2008; Tzantzismo: Tender and Insolent), nơi cô đã thảo luận về vai trò của mình trong phong trào và ảnh hưởng và ảnh hưởng của nó đối với văn hóa Ecuador.